# Lubina (okres Nové Mesto nad Váhom)
Lubina je obec na Slovensku v okrese Nové Mesto nad Váhom. Žije v ní přibližně 1 400 obyvatel.

## Historie

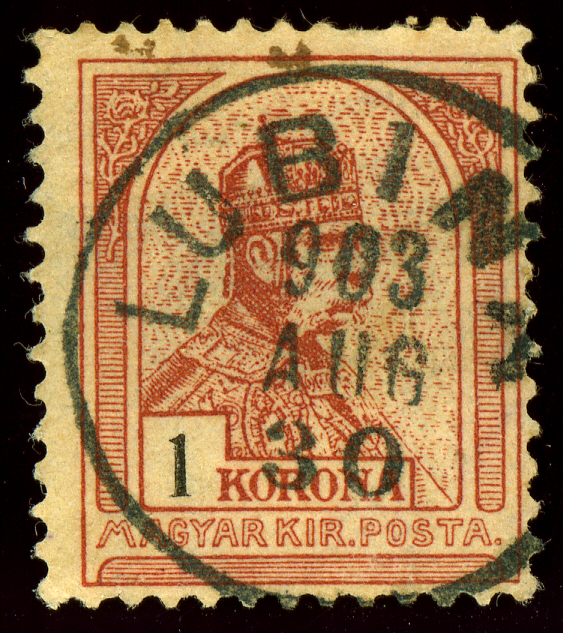
Maďarská poštovní známka odeslaná z Lubiny v roce 1903

První písemná zmínka o vesnici pochází z roku 1397. Název obce Lubina je odvozený od slovního základu „lub“ ve významu lýko, podkorní část listnatého stromu. Pojmenování osady v takovém porostu – dubové – dubina, dubina, bude z tebe Lubina, je i základem pověsti o založení vsi.

## Přírodní poměry
Obec leží na úpatí Bílých Karpat, asi devět kilometrů západně od Nového Města nad Váhom. Kousek od obce leží druhé největší město okresu Stará Turá. Protéká tudy Kamečnica (přítok Váhu) a Lubinský potok, který se do ní vlévá na jihovýchodním konci obce.
Nejvyšším místem je vrchol hory Velká Javořina (970 metrů), na hranicích s Českem, kde se pravidelně konají mezinárodní turistická setkání (Slavnosti bratrství Čechů a Slováků). Na hoře stojí televizní a radiový vysílač, pomník česko-moravsko-slovenské vzájomnosti, lyžařský vlek a Holubyho chata, na slovenské straně hory jsou také dvě minizoo. Lidové slavnosti se konají také na vrchu Roh (487 metrů) s památníkem Slovenského národního povstání západně od části obce Hrnčiarové. V katastrálním území obce leží přírodní rezervace Záhradská.

## Části obce
- Hrnčiarové
- Lubina
- Miškech Dedinka

## Doprava
Vlaková zastávka je v nedalekém městě Stará Turá. Obcí vedou cyklotrasy č. 5303 (Paprad – Stará Turá – Lubina/Hrnčiarové – Barina – Dolné Srnie) a navazující 8304 (Barina – Velká Javorina).

## Sport
V obci je založený turistický oddíl při MOS Lubina. Působí v ní fotbalisté TJ Lubina a TJ Lubina Kopanice, na Hrnčiarovém je od roku 1963 fotbalové hřiště.

## Pamětihodnosti
Ve vesnici se nachází evangelický kostel vystavěný v letech 1783–1784. S kostelem byla vystavěna i tzv. stará fara.

## Osobnosti
- Ilja Danilovič Dibrov (1891–1944), ukrajinský partyzánský velitel
- Jozef Ľudovít Holuby (1836–1923), protestantský kazatel, botanik, národopisec, spisovatel a národní buditel
- Ľudovít Vajdička (1907–1990), evangelický farář, církevní historik a politický vězeň
- Samuel Štúr (1789–1851), otec Ľudovíta Štúra a učitel Františka Palackého
- Miloš Uher (1914–1945), velitel partyzánů
- Rudolf Uher (1913–1987), slovenský sochař